# Kent (Nuevo Brunswick)
Kent es una parroquia canadiense situada en la provincia de Nuevo Brunswick.

## Superficie
Kent tiene una superficie de 839,76 km².

## Demografía
En 2021, tenía 1966 habitantes, una densidad poblacional de 2,3 hab./km², y 906 viviendas.